# Waseda-Universität

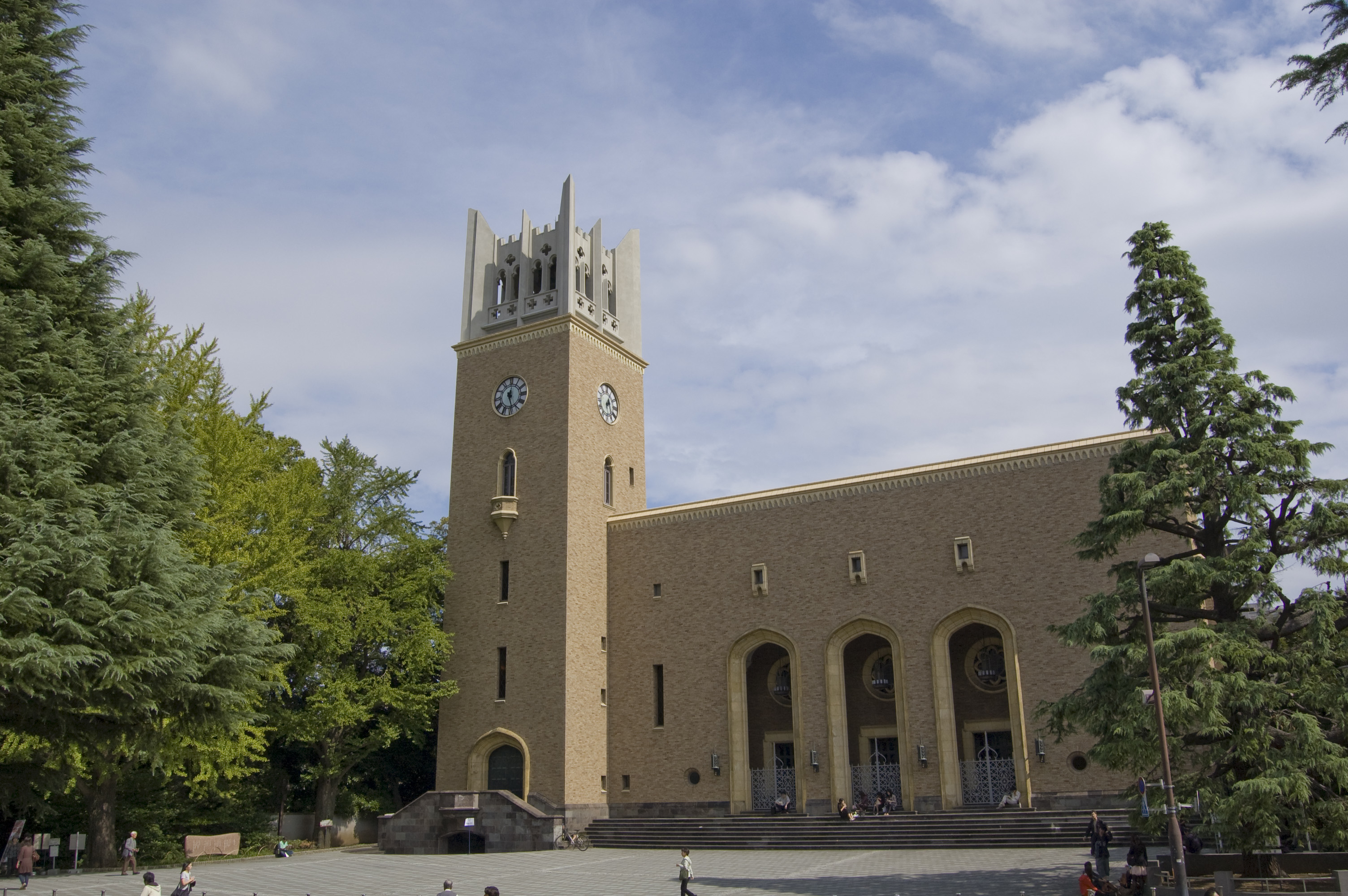
Aula der Universität

Die Waseda-Universität (japanisch 早稲田大学, Waseda daigaku; kurz: Sōdai 早大) ist neben der Keiō-Universität eine der prestigeträchtigsten privaten Universitäten Japans. Sie liegt in Shinjuku, einem Stadtteil Tokios. Etwa 55.000 Studenten sind dort immatrikuliert.

## Gründung

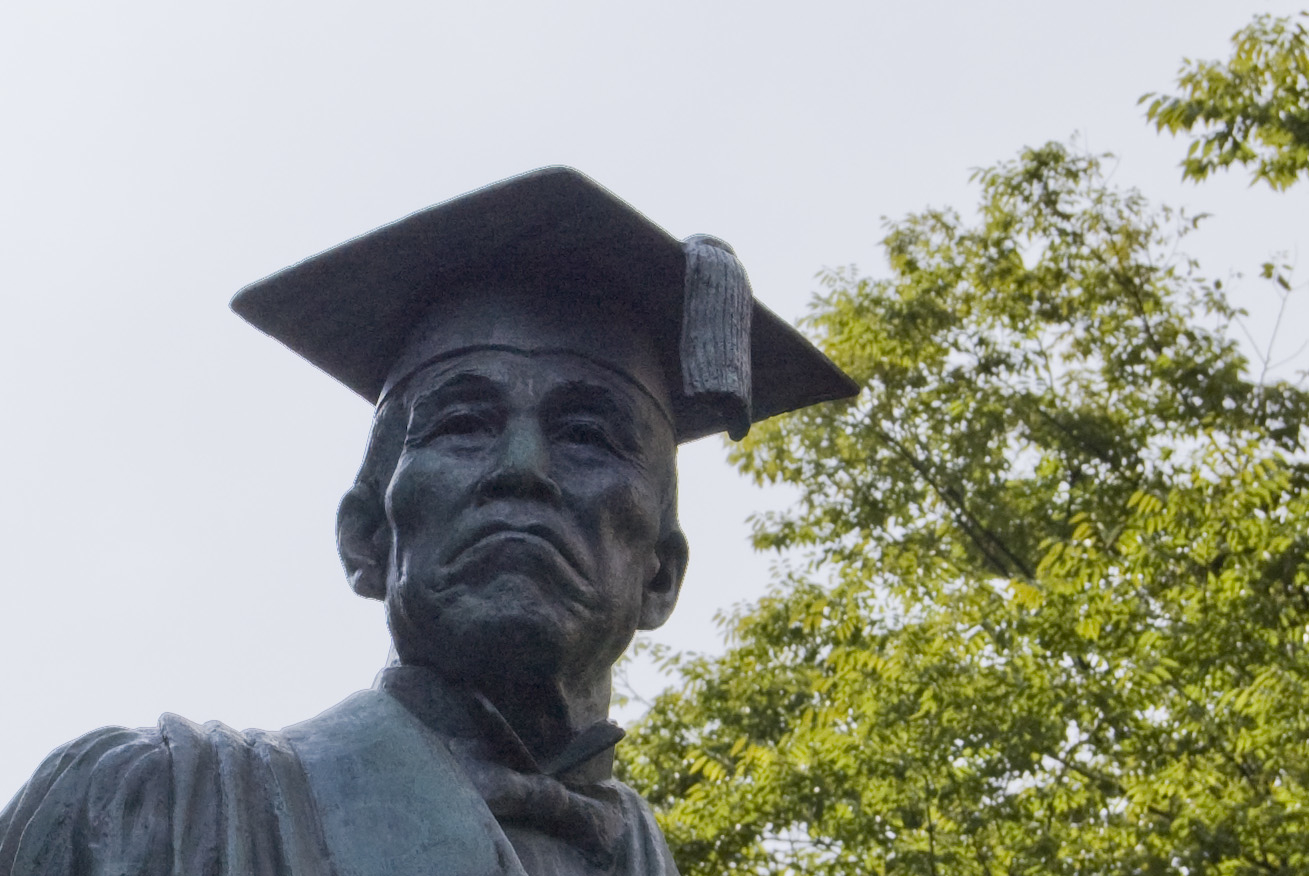
Statue des Gründers Ōkuma Shigenobu

Die Schule wurde am 21. Oktober 1882 von dem ehemaligen Samurai und späteren japanischen Ministerpräsidenten Ōkuma Shigenobu als Fachschule Tōkyō (東京専門学校, Tōkyō semmon gakkō) gegründet; seine Statue steht auf dem Campus Nishi-Waseda. Sie wurde 1902 zu einer vollwertigen Universität erklärt. Große Teile des gesamten Campus wurden während der Luftangriffe auf Tokio im Zweiten Weltkrieg zerstört; die Universität wurde wieder aufgebaut und 1949 wiedereröffnet.

## Standorte
Die Universität besteht aus neun Standorten:

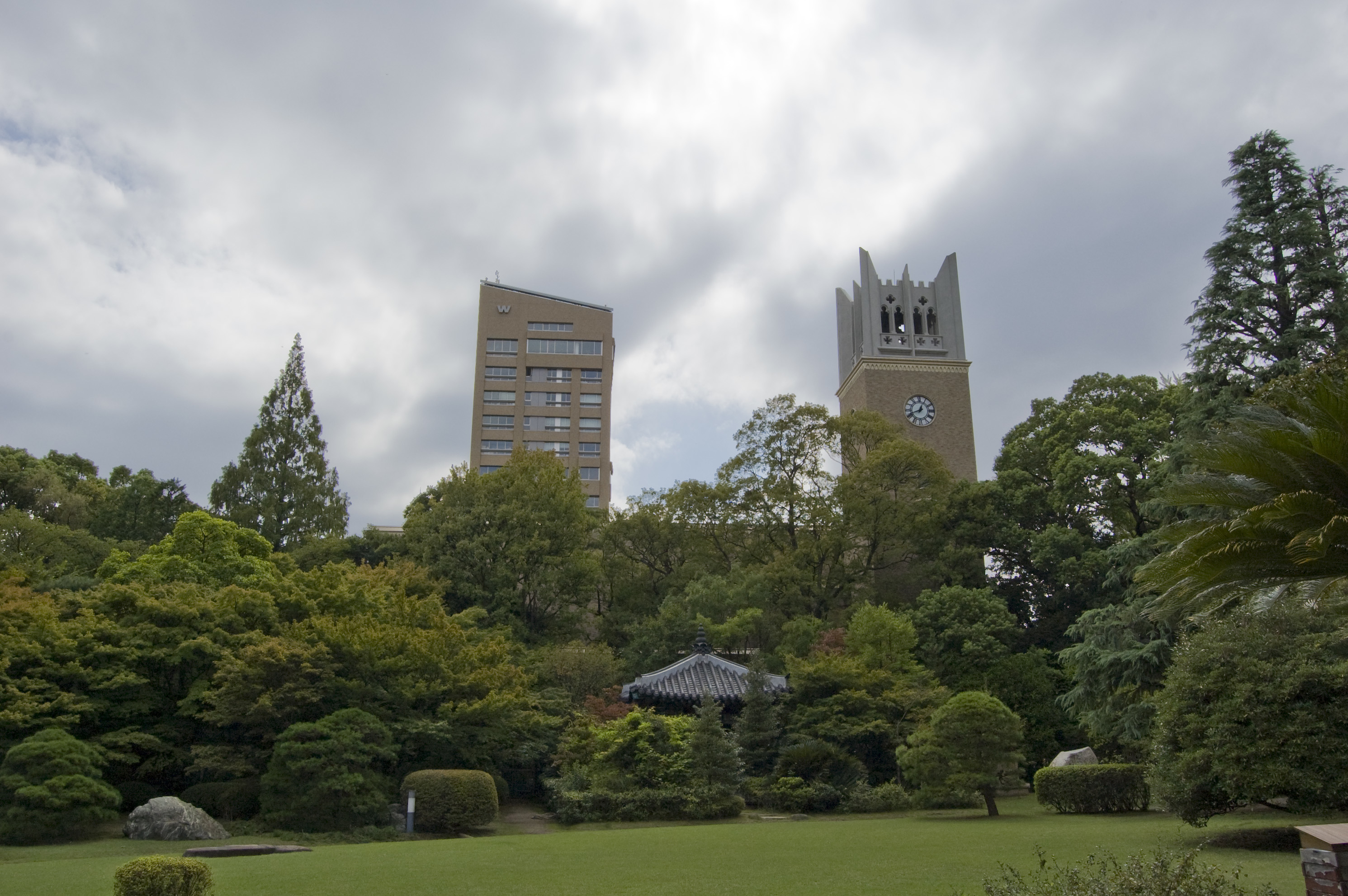
Garten der Universität auf dem Hauptcampus

- Campus Nishi-Waseda (西早稲田キャンパス) in Shinjuku, Präfektur Tōkyō 169-8050 (35° 42′ 33,1″ N, 139° 43′ 9,6″ O)
- Toyama-Campus (戸山キャンパス) in Shinjuku, Präfektur Tōkyō (35° 42′ 20,9″ N, 139° 43′ 2,7″ O)
- Ōkubo-Campus (大久保キャンパス), in Shinjuku, Präfektur Tōkyō (35° 42′ 21,7″ N, 139° 42′ 24,3″ O)
- Kikui-Campus (喜久井町キャンパス) in Shinjuku, Präfektur Tōkyō (35° 42′ 18,2″ N, 139° 43′ 17,1″ O)
- Nihonbashi-Campus (日本橋キャンパス) in Chūō, Präfektur Tōkyō (35° 40′ 57,2″ N, 139° 46′ 28,6″ O)
- Tokorozawa-Campus (所沢キャンパス) in Tokorozawa, Präfektur Saitama (35° 47′ 7,4″ N, 139° 23′ 56,3″ O)
- Honjō-Campus (本庄キャンパス) in Honjō, Präfektur Saitama (36° 13′ 4,3″ N, 139° 10′ 37,3″ O)
- Kitakyūshū-Campus (北九州キャンパス) in Kitakyūshū, Präfektur Fukuoka (33° 53′ 25,6″ N, 130° 42′ 38,5″ O)
- Higashifushimi-Campus (東伏見キャンパス) in Nishitōkyō, Präfektur Tōkyō (35° 43′ 36,5″ N, 139° 33′ 47,1″ O)

## Leistungen und Anerkennung
Berühmt ist die Universität für ihren Fachbereich Literatur, der Haruki Murakami, Ogawa Mimei, Machi Tawara und Naoki Yamamoto zu seinen Absolventen zählt. Einige bekannte Politiker, z. B. Makiko Tanaka und die ehemaligen Ministerpräsidenten Yoshiro Mori und Yasuo Fukuda, waren ebenfalls Studenten der Universität.
Die Universität war an der Entwicklung von WL-16, einem laufenden Roboter, beteiligt.
Die Rivalität mit der Keiō-Universität spiegelt sich insbesondere in den jährlich stattfindenden Sportwettkämpfen wider. Das Baseballmatch der Universitäten ist ein Ereignis von nationalem Interesse.

## Bekannte Absolventen

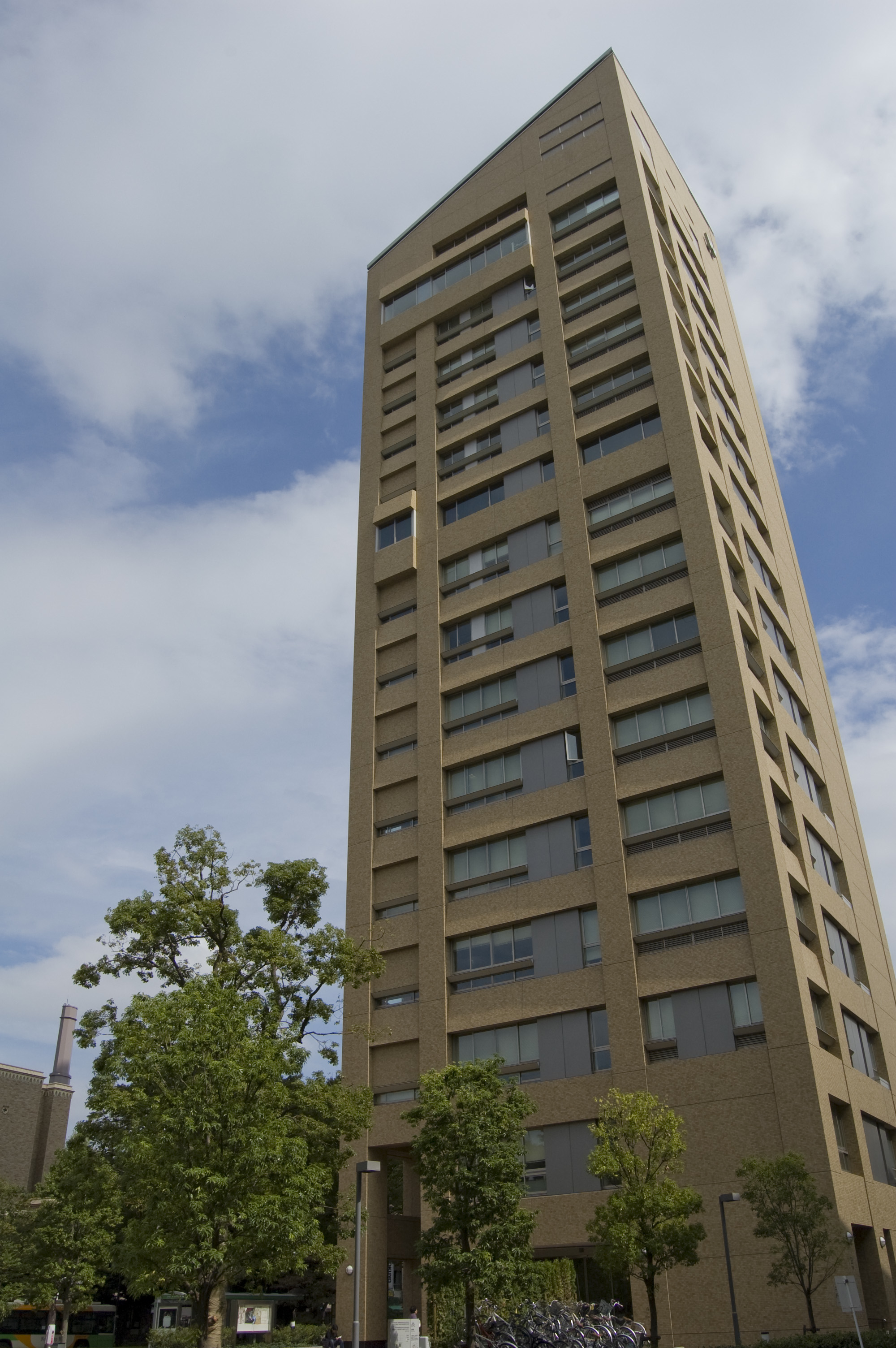
Okuma School of Public Management

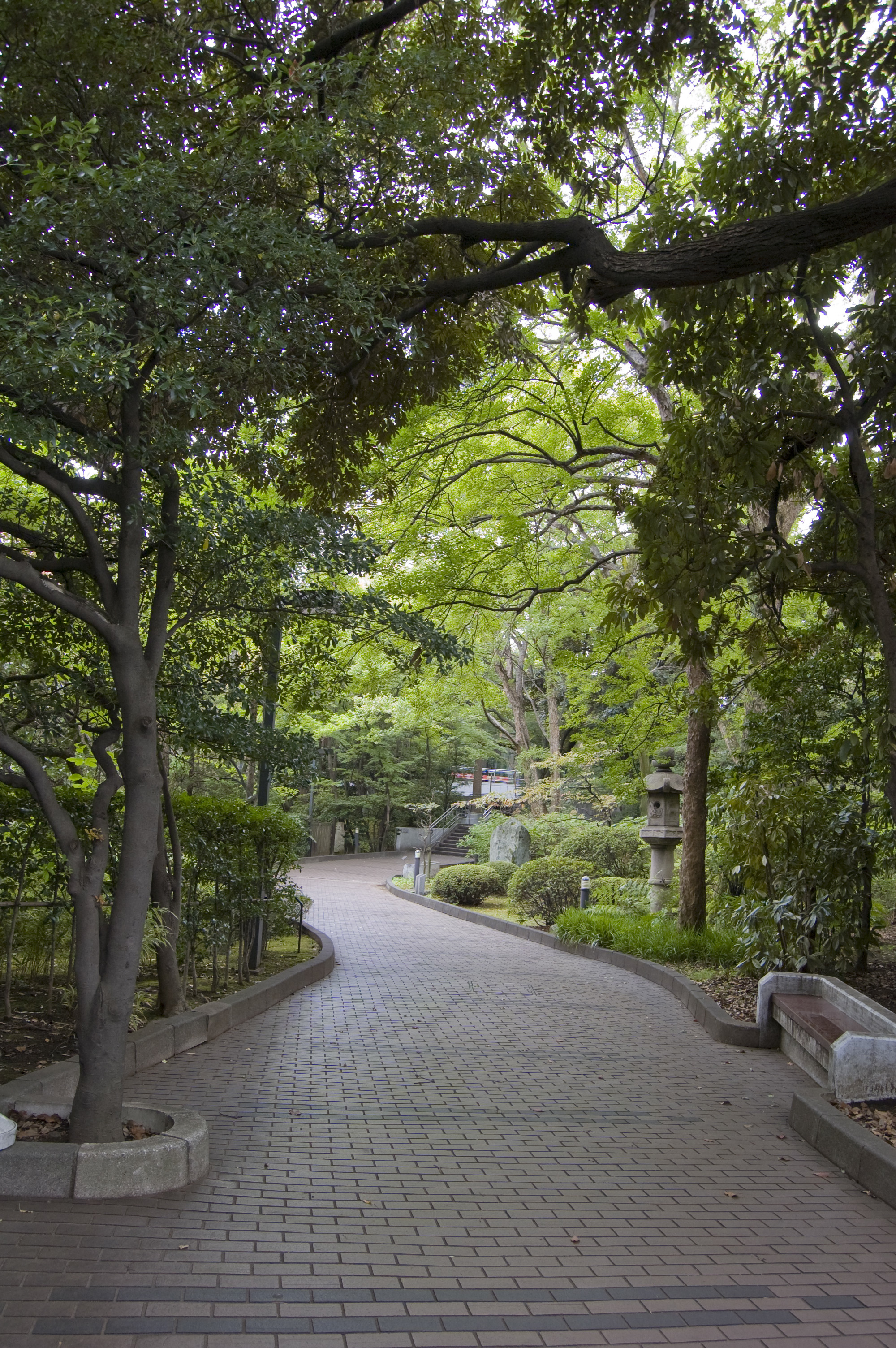
Eingang zur Mensa

- Ogawa Mimei (1882–1961), Schriftsteller
- Tanzan Ishibashi (1884–1973), Politiker
- Tamiji Kitagawa (1894–1989), Künstler
- Shinjirō Honryō (1903–1971), Politiker und Rugby-Union-Spieler
- Oda Mikio (1905–1998), Leichtathlet
- Takeshita Noboru (1924–2000), Politiker
- Hiroshi Yamauchi (1927–2013), Unternehmer
- Toshiki Kaifu (1931–2022), Politiker
- Ikujirō Nonaka (1935–2025), Ökonom und Hochschullehrer
- Shūji Terayama (1935–1983), Schriftsteller und Filmregisseur
- Yasuo Fukuda (* 1936), Politiker
- Yoshirō Mori (* 1937), Politiker
- Makiko Tanaka (* 1944), Politikerin
- Teruaki Tayama (* 1944), Professor für Rechtswissenschaft
- Haruki Murakami (* 1949), Schriftsteller
- Kōichirō Agata (* 1956), Professor für Verwaltungswissenschaft
- Takeshi Okada (* 1956), Fußballspieler und -trainer
- Yōko Tawada (* 1960), Schriftstellerin
- Naoki Yamamoto (* 1960), Manga-Zeichner
- Machi Tawara (* 1962), Schriftstellerin und Dichterin
- Kenji Ogiwara (* 1969), Nordischer Kombinierer
- Kōji Satō (* 1969), CEO von Toyota
- Shuntarō Furukawa (* 1972), 6. Präsident von Nintendo
- Shizuka Arakawa (* 1981), Eiskunstläuferin
- Ayami Ōishi (* 1991), Ruderin
- Sakurako Mukōgawa (* 1992), Skirennläuferin und Freestyle-Skierin
- Yuzuru Hanyu (* 1994), Eiskunstläufer